# Ricinoides afzelii
Espèce
Synonymes
- Cryptostemma afzelii Thorell, 1892

Ricinoides afzelii est une espèce de ricinules de la famille des Ricinoididae.

## Distribution
Cette espèce est endémique de Sierra Leone,.

## Description
Le mâle décrit par Botero-Trujillo, Sain et Prendini en 2021 mesure 9,68 mm et les femelles 8,70 et 9,68 mm.

## Systématique et taxinomie
Cette espèce a été décrite sous le protonyme Cryptostemma afzelii par Thorell en 1892. Cryptostemma Guerin-Meneville, 1838 étant préoccupé par Cryptostemma Herrich-Schaeffer, 1835 dans les Hémiptères, il est remplacé par Ricinoides par Ewing en 1929.

## Publication originale
- Thorell, 1892 : « On an apparently new arachnid belonging to the family Cryptostemmoidae Westw. » Kungliga Svenska Ventenskaps-akademiens Handlingar, no 17, p. 1-17.